# 布赖河畔萨维尼
布赖河畔萨维尼（法語：Savigny-sur-Braye，法語發音：[saviɲi syʁ bʁɛ]）是法国卢瓦-谢尔省的一个市镇，属于旺多姆区。

## 地理
布赖河畔萨维尼（47°52'46"N, 0°48'33"E）面积67.18 平方千米，位于法国中央-卢瓦尔河谷大区卢瓦-谢尔省，该省份为法国中北部省份，北起厄尔-卢瓦省，东北接卢瓦雷省，东南接谢尔省，南至安德尔省，西南接安德尔-卢瓦尔省，西北接萨尔特省。
与布赖河畔萨维尼接壤的市镇（或旧市镇、城区）包括：塞莱、埃皮赛、方丹莱科托、福尔唐、吕奈、马藏热、布赖河畔萨尔热、拉沙佩勒于翁、马罗勒莱圣卡莱、圣卡莱、圣热尔韦德维克。

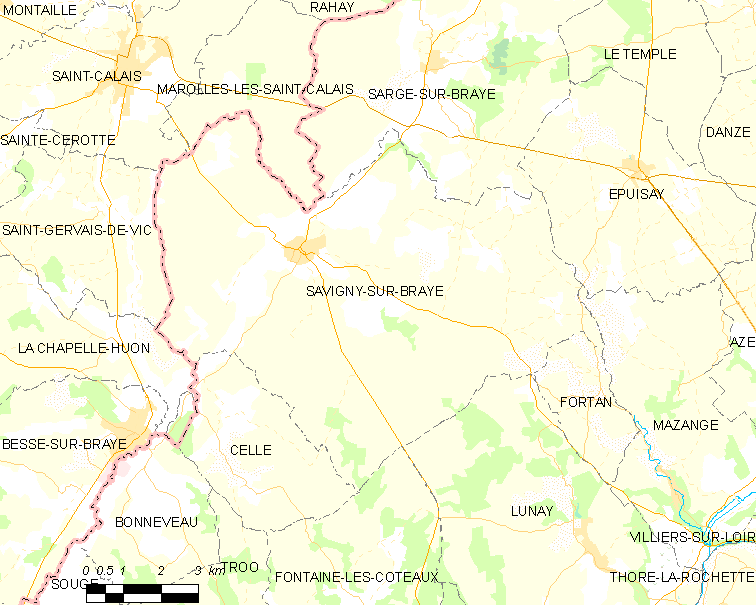
布赖河畔萨维尼的OSM定位图

布赖河畔萨维尼的时区为UTC+01:00、UTC+02:00（夏令时）。

## 行政
布赖河畔萨维尼的邮政编码为41360，INSEE市镇编码为41238。

## 政治
布赖河畔萨维尼所属的省级选区为佩尔什县。

## 人口

1962-2008年间布赖河畔萨维尼人口变化图示

布赖河畔萨维尼于2022年1月1日时的人口数量为1960人。